# Mako
Mako Komurová (小室 眞子, Komuro Mako, * 23. října 1991 Tokio, Japonsko), dříve princezna Mako z Akišina, je první dítě a nejstarší dcera korunního prince a korunní princezny Japonska a bývalá členka japonské císařské rodiny. Je neteří císaře Naruhita a nejstarší vnouče emeritního císaře Akihita a emeritní císařovny Mičiko. Dne 26. října 2021 se provdala za právníka Keie Komura. V důsledku sňatku s prostým občanem se vzdala svého císařského titulu a opustila císařskou rodinu, jak to vyžaduje zákon o císařské domácnosti.

## Mládí a vzdělávání
Princezna Mako se narodila 23. října 1991 v Imperial Household Agency Hospital v Tokijském císařském paláci v Čijodě v Tokiu jako první dcera prince Fumihita, prince Akišino, a princezny Kiko, princezny Akišino. Má mladší sestru, princeznu Kako, a mladšího bratra, prince Hisahita. Mako byla vzdělávána na základní a střední škole Gakušúin. V červenci a srpnu 2010 studovala angličtinu na University College v Dublinu (UCD). Neformálně hovořila s irskou prezidentkou Mary McAleeseovou a navštívila Severní Irsko.
Princezna Mako promovala dne 26. března 2014 z Mezinárodní křesťanské univerzity v Mitace v Tokiu s bakalářským titulem v oboru umění a kulturního dědictví. Později studovala také devět měsíců dějiny umění na Edinburské univerzitě, od září 2012 do května 2013. Během vysokoškolského studia získala japonskou národní certifikaci pro kurátorství a řidičský průkaz. Dne 17. září 2014 odešla do Velké Británie, kde rok studovala muzeologii na Univerzitě v Leicesteru, 21. ledna 2016 získala magisterský titul. V září 2016 se zapsala do doktorského studia na Graduate School of Arts and Sciences na Mezinárodní křesťanské univerzitě.

## Veřejný život
Od roku 2004, kdy se v televizi objevily její fotky ve školní uniformě, je internetovým idolem. Císařská agentura pro domácnost v reakci na žádost o komentář uvedla, že si nejsou jisti, jak by se s tímto jevem měli vypořádat, protože nevidí žádné známky pomluvy nebo urážek vůči císařské rodině.
V roce 2011 Mako dospěla a 23. října jí byl udělena Velkostuha Řádu drahocenné koruny. Od té doby se účastní oficiálních akcí jako dospělá členka císařské rodiny. Dala svou záštitu řadě organizací, včetně Japonské tenisové asociace a Japonské asociace Kōgei.

#### Oficiální návštěvy
- Prosinec 2015 - Salvador a Honduras[13]
- Září 2016 - Paraguay[14]
- Červen 2017 - Bhútán[15]| Japonská císařská rodina                                                                                                                  |
| Japonská císařská rodina |
| --- |
| |
| - Císař Císařovna - Princezna Toši |
| Emeritní císař Emeritní císařovna - Korunní princ Akišino Korunní princezna Akišino - Princezna Kako z Akišina - Princ Hisahito z Akišina |
| - Princ Hitači Princezna Hitači |
| - Princezna Tomohito z Mikasy - Princezna Akiko z Mikasy - Princezna Jóko z Mikasy - Princezna Takamado - Princezna Takamado z Takamada   |
| z • d • e |
- Srpen 2017 - Maďarsko
- Červenec 2018 - Brazílie
- Červenec 2019 - Peru a Bolívie[16]

## Osobní zájmy
V srpnu 2006 navštívila Mako na dva týdny rakouskou Vídeň v rámci programu hostitelských rodin sponzorovaného školou. Žila v rodině Rakušana, který byl kolegou Tatsuhiko Kawašimy, jejího dědečka z matčiny strany. Protože se Mako zajímá o umění a architekturu, navštívila muzea, Katedrálu sv. Štěpána a Schönbrunn.
V červenci 2011 pracovala jako dobrovolnice v postižených oblastech zemětřesení a tsunami v Tóhoku v roce 2011, aniž by odhalila svou totožnost.
Je schopná komunikovat v japonském znakovém jazyce a zajímá se o komunitu neslyšících, stejně jako její matka, princezna Akišino.
Od 1. dubna 2016 je výzkumnou pracovnicí muzea Tokijské univerzity.

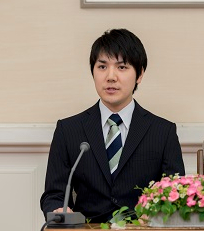
Kei Komuro na tiskové konferenci pořádané k oznámení zasnoubení páru, 3. září 2017

## Zasnoubení a svatba
V květnu 2017 bylo oznámeno, že se má princezna vdávat za Kei Komura, absolventa Mezinárodní křesťanské univerzity (ICU). Ti dva spolu údajně chodili od roku 2013. Svatba se původně měla konat v listopadu 2018, ale byla přibližně o tři roky odložena kvůli zapojení matky Keie Komura do finančního sporu o 4 miliony jenů (770 000 korun), které obdržela od svého bývalého snoubence. Peníze šly na zaplacení Komurova školného. Spor vyústil v nesouhlas císařské rodiny a veřejnosti se sňatkem. Začátkem roku 2021 Komuro vydal 28stránkové prohlášení, v němž se zmínil, že jeho matka zpočátku věřila, že peníze byly darem, a dodal, že je chce splatit. V září 2021 bylo oznámeno, že sňatek se uskuteční ve formě jednoduchého obřadu na vládním úřadu s datem později oznámeným na 26. října 2021, tři dny po 30. narozeninách Mako.
Týdny před její plánovanou svatbou oznámila Imperial Household Agency jménem princezny Mako, že jí nedávno byla diagnostikována komplexní posttraumatická stresová porucha. Diagnóza určila, že C-PTSD vznikla během jejích let na základní škole a pokračovala kvůli silné kritice ze strany členů císařské rodiny, médií a japonských občanů.
Dne 26. října 2021 se princezna Mako oficiálně provdala za Keie Komura. Stejně jako její teta z otcovy strany Sayako, princezna Nori a další princezny, které se v posledních desetiletích provdaly za prosté občany, formálně ztratila svůj titul a stala se normální občankou, jak to vyžaduje zákon. Mako se stala devátou ženskou členkou rodiny, která si vzala obyčejného člověka od přijetí zákona o císařské domácnosti. Ve světle skandálů kolem rodiny jejího manžela se také vzdala věna financovaného daňovými poplatníky v Japonsku ve výši 140 milionů jenů (27 milionu CZK). Je první členkou císařské rodiny, která se vzdala oficiálního svatebního obřadu a věna od vlády.
Mako a Kei Komuro měli po svatbě uspořádat tiskovou konferenci, na které měli odpovídat na otázky japonského tisku. Lekář ale rozhodl, že vzhledem k závažnosti její diagnózy nebude Mako schopna během živé tiskové konference odpovídat na žádné otázky. Místo toho poskytli písemné odpovědi na pět předem předložených otázek a objevili se v pronajaté hotelové hale, aby přečetli svá prohlášení tisku. Jejím záměrem je přestěhovat se do New Yorku se svým manželem, který v květnu 2021 získal titul na Fordham University School of Law a je zaměstnán v newyorské právnické firmě Lowenstein Sandler LLP. Zatímco bude čekat na vydání pasu a amerických víz, přestěhuje se do své rezidence ve čtvrti Šibuya v Tokiu, protože podle zákona nesmí bydlet v domě svých rodičů v císařských čtvrtích.

## Tituly, oslovení a vyznamenání

### Tituly a oslovení

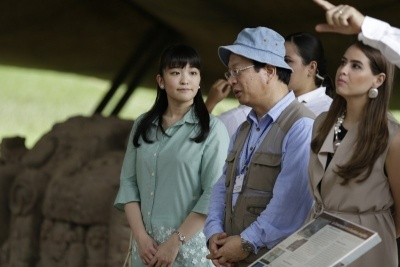
Princezna Mako vyslechla výklad od archeologa Seiichi Nakamura

Mako byla oslovována jako Její císařská Výsost, princezna Mako. Od své svatby dne 26. října 2021, se stala paní Mako Komurovou.

### Vyznamenání

#### Národní vyznamenání
- Japonsko:  Velkostuha Řádu drahocenné koruny (23. října 2011)[34]

#### Zahraniční vyznamenání
- Brazílie:  Velkokříž Řádu Rio Branco (12. října 2021)[35]
- Paraguay:  Velkokříž Národního řádu za zásluhy (5. října 2021)[36]